# Аозай

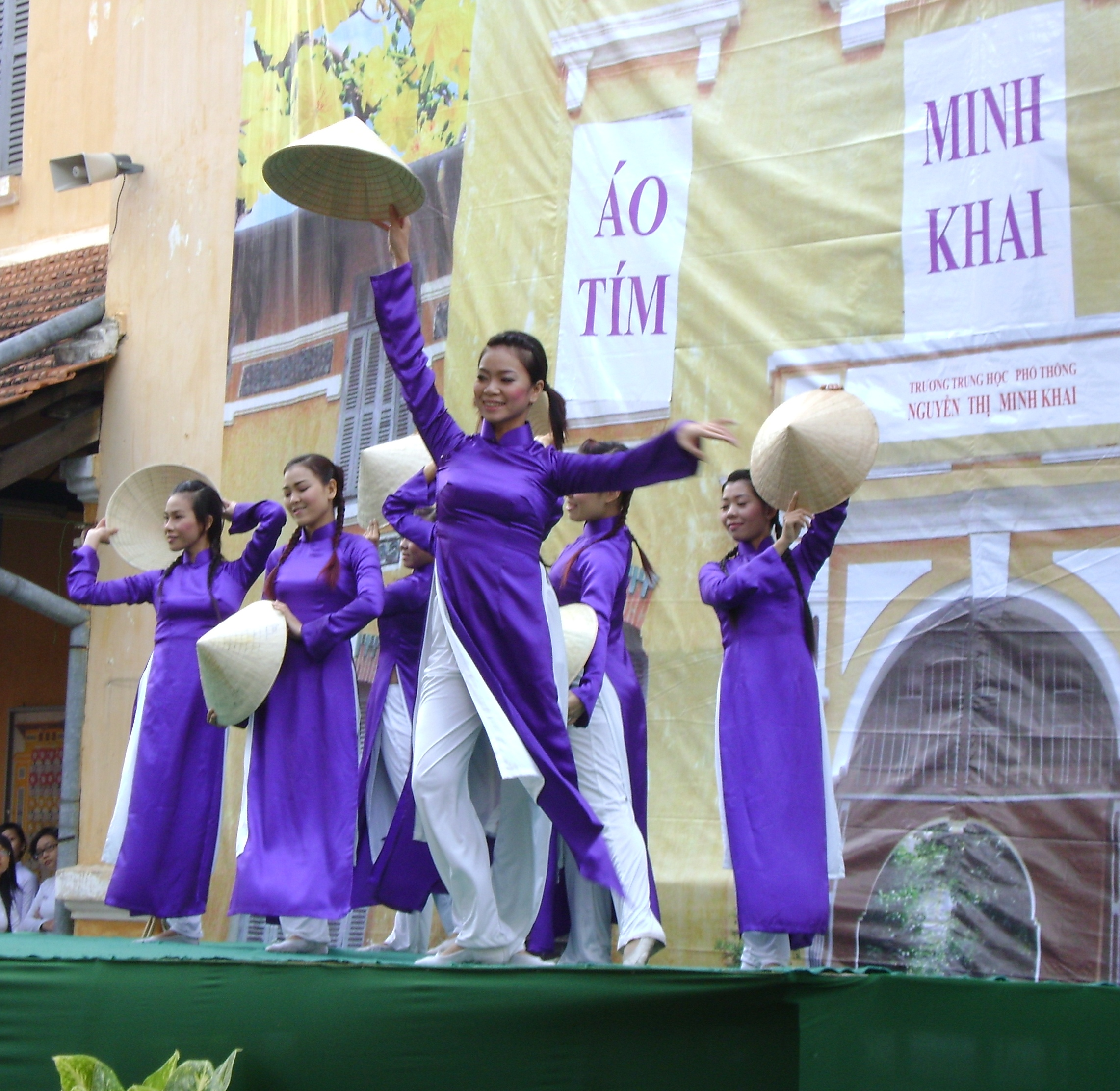
Танцовщицы в фиолетовых аозай

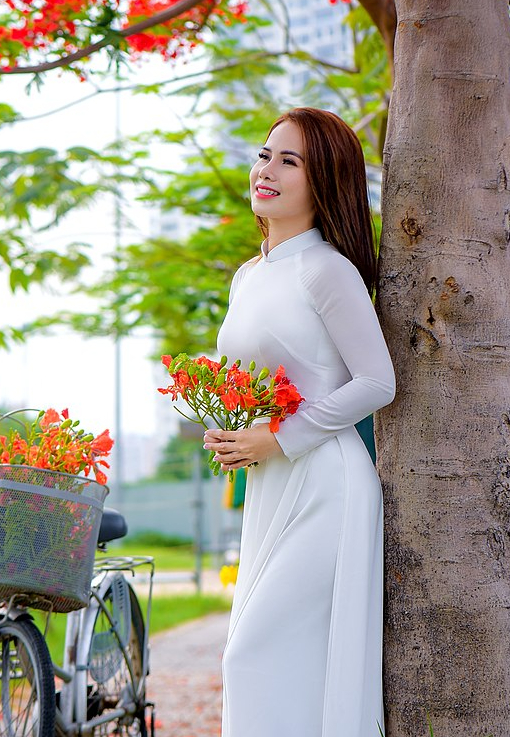
Женщина в белом аозае

Аоза́й (вьет. áo dài, тьы-ном 襖𨱽, 奥黛) — вьетнамский костюм, преимущественно женский. В современной форме это длинная шёлковая рубаха, надетая поверх штанов. На вьетнамском языке слово «аозай» означает длинную рубаху или платье. В современной жизни аозай носят вьетнамские женщины на праздничных мероприятиях, в торжественной обстановке, и оно также является форменным костюмом школьниц, студенток и сотрудниц многих компаний во Вьетнаме.

## История

### Аотытхан (до XVII века)
Происхождение аозая до конца не выяснено. Судя по рисункам, вырезанным на бронзовых барабанах Нгоклу десятки веков тому назад, первый аозай был сделан из звериных шкур и птичьих перьев ещё до династии сестёр Чынг (38—42 гг.). Из чувства уважения к своим родителям и родителям мужа вьетнамские женщины в тогдашнее время носили не аозай с двумя полами, а аотытхан с четырьмя полами, символизирующими родителей супружеской пары.

### Аонгутхан (XVII—XIX века)
Принято считать, что один из князей Нгуен — князь Ву Выонг (Нгуен Фук Кхоат, или князь Ву, 1738—1765) создал аозай.
При императоре Зя Лонге (1802—1819) в фасоне аозай с четырьмя полами было сделано изменение, заменившее 4 полы на 5. Аонгутхан носили дворяне и горожане. Четыре основные полы аозая символизируют родителей супружеской пары, а пятая — самого́ носящего. Пять пуговиц символизируют пять элементов воспитания человечности по конфуцианской философии: доброта, вежливость, благородство, разум и преданность. Они также служат символом пяти известных в то время планет солнечной системы: Меркурий, Венера, Марс Юпитер и Сатурн. Коричневый или чёрный аозай в те годы подпоясывали разноцветным поясом. На праздниках женщины носили аозай в комплекте с широкой плоской шляпой с маленькими полями (нонкуайтхао) и с чёрным головным платком мокуа (в то время конической шляпы нонла еще не было).

### Аозай моделей Ле Мур и Ле Фо (1932—1935)
В начале XX века вместе с экономическими нововведениями поменялся и подход к выбору ткани и фасона женской одежды. Во Вьетнаме стали использоваться разноцветные ткани многих сортов. Наиболее серьёзными стали изменения, внесённые 1934 году под влиянием западной культуры художником Ле Муром (настоящее имя — Нгуен Кат Тыонг (вьет. Nguyễn Cát Tường)). Изданием журнала «Красота-1934», организацией публичных показов новых моделей аозая, а также проведением мероприятий по популяризации аксессуаров Ле Мур внёс существенный вклад в развитии аозая.
В этот период другой художник, Ле Фо (вьет. Lê Phổ), также осовременил аозай, благодаря чему аозай приобрёл новый вид, не выходя за пределы традиционного силуэта.

### Аозай с открытым воротником (с 1958 года)

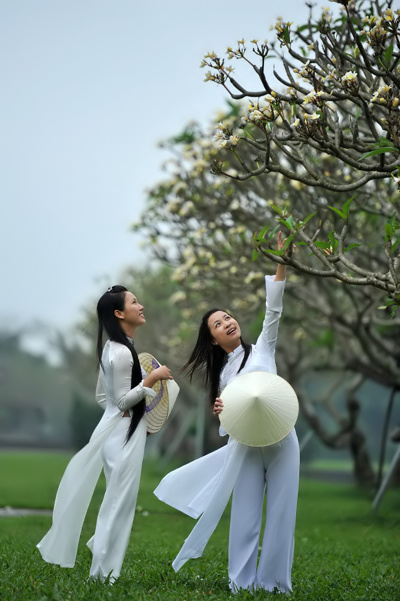
Аозай хюэских школьниц

В конце 1958 года молодёжный аозай с открытым воротником впервые появился на юге Вьетнама, в Сайгоне (современный Хошимин). Цвет таких аозаев варьируется от чёрного, коричневого до красного, голубого и белого, используются узорчатые ткани.

## Особенности аозай

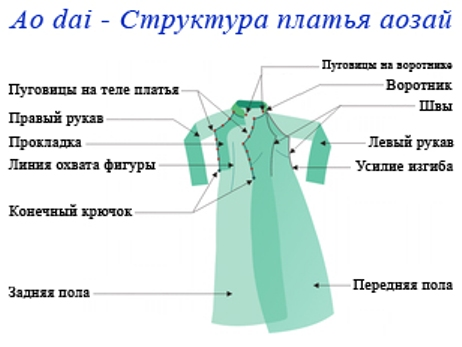
Структура платья

Боковой разрез на платье аозай зависит от региона, возраста, а также менялся в течение истории страны. У женщин центрального региона Вьетнама разрез низкий, обычно на несколько сантиметров ниже пояса, а у южанок — на такое же расстояние выше пояса.
Кроме того, из-за множеств соответствующих собственной фигуре параметров, производство аозай нельзя поставить на поток в промышленном масштабе. Каждое платье шьют индивидуально для конкретного клиента, а при небольшом изменении фигуры нужно заказать другое, так как аозай очень сложно перешить.

## Аозай — символ Вьетнама
Аозай с высоким воротником, двумя полами, подшитый шёлком и сеткой, обычно украшается цветочной, орнаментальной или сюжетной вышивкой. Аозай вместе с широкими штанинами и национальной шляпой нон является одним из символов современного Вьетнама.

Вьетнамские женщины носят аозай на торжественных мероприятиях, на Новый год и свадьбах. Для таких случаев обычно выбирают платье красного цвета, символизирующего счастье и удачу, а фасон зависит от профессии и возраста носителя, а также значимости самого праздника. Во многих компаниях аозай является форменной одеждой для приёма гостей или клиентов. В учебных заведениях формой школьниц и студенток является аозай белого цвета, символизирующего душевную чистоту. Его носят и в повседневной жизни.

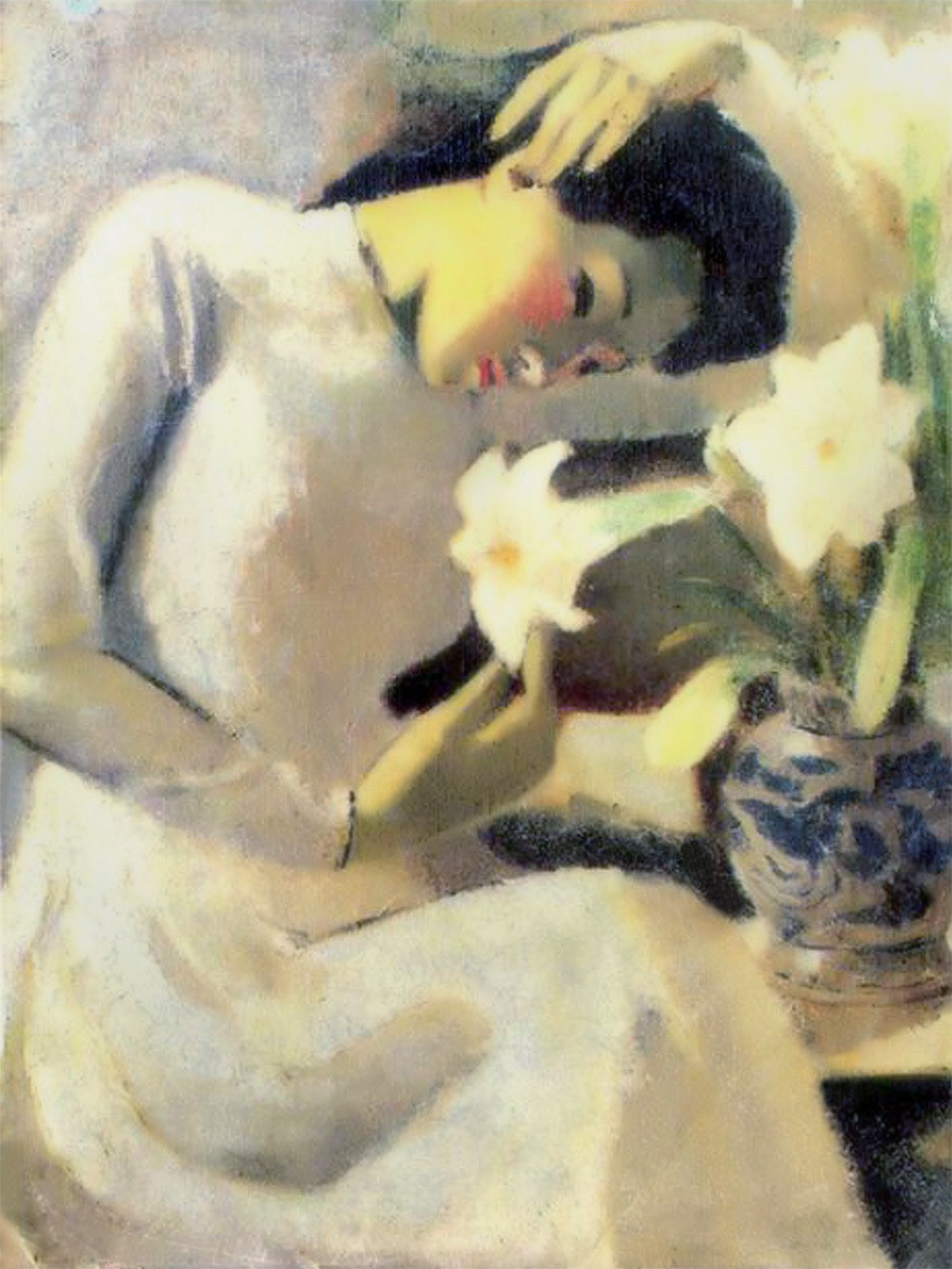
«Девушка у лилии»

Существует мужской вариант аозая, который отличается как более широким кроем, так и увеличенной плотностью ткани. На торжественных приёмах вьетнамские мужчины носят аозай как парадный костюм. В 2006 году на организованном во Вьетнаме саммите АТЭС руководители разных стран надели вьетнамский аозай.

## Аозай в искусстве
Образ вьетнамской девушки в аозае широко представлен в искусстве. Многие вьетнамские поэты описывали аозай в своих произведениях, ему посвящены сочинения популярных композиторов, таких как Фам Зуй и Чинь Конг Шон.
В 8 километрах к юго-западу от Ханоя, вблизи городка Хадонг (с 2000 года вошёл в состав Ханоя) находится «шёлковая деревня Ванфук», местные ткачи которой издревле сохраняют и совершенствуют древние способы ручного изготовления шёлковых тканей. Нго Тхюи Мьен написал для фильма  «Белое шёлковое платье» (2006) песню на стихи Нгуен Ша «Платье из шёлка «хадонг» (Áo lụa Hà Đông), в заглавие фильма вынесены строки
В сайгонской жаре мне вдруг стало прохладно 

Потому, что у тебя платье из шёлка «хадонг»
Картина «Девушка у лилии», написанная в 1943 году художником То Нгок Вамом, получила широкую известность.

## Фотографии

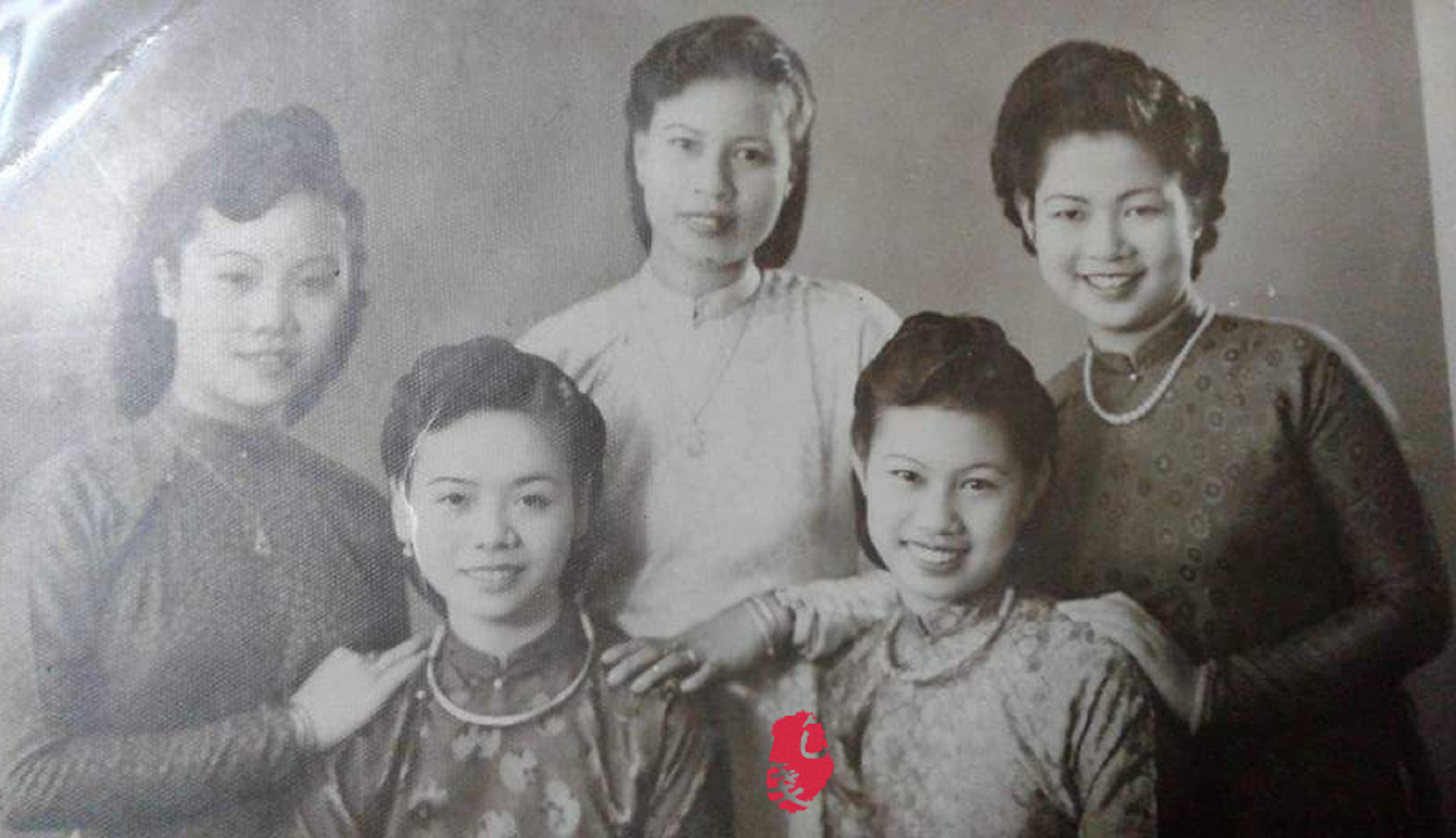
Пять сестер в Ханое в 1950-е годы. Потомки поэта Као Ба Квата[вьет.] и родственницы писателя Тхао Тхао[вьет.].
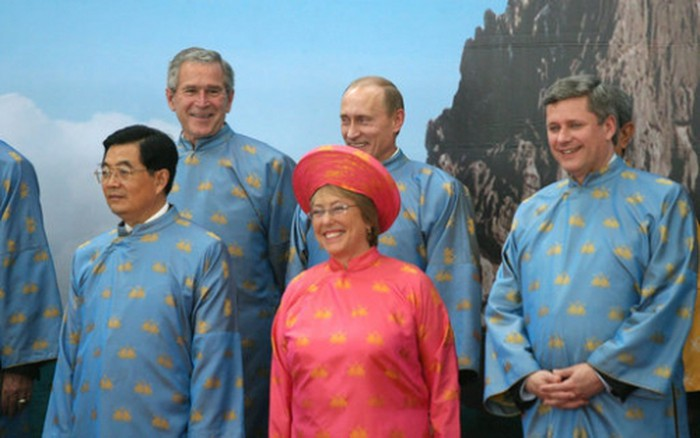
Аозай и кхандонг-аозай на саммите АТЭС, Ханой, Вьетнам 2006 г.
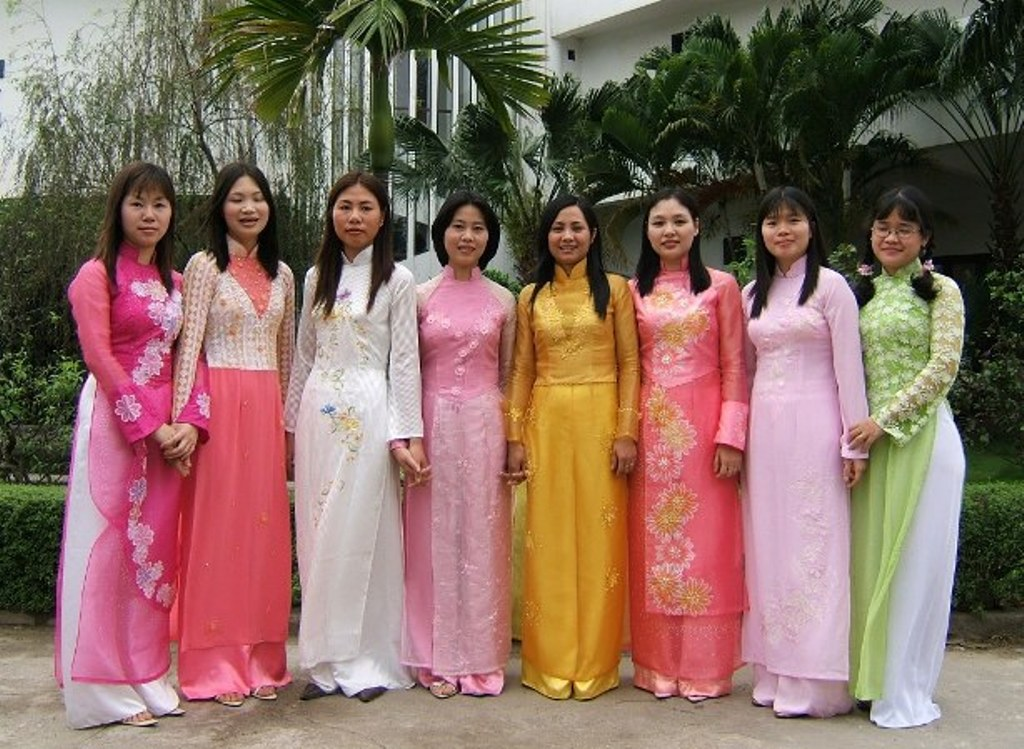
Аозай у участниц конференции в Ханое, 2001 г.
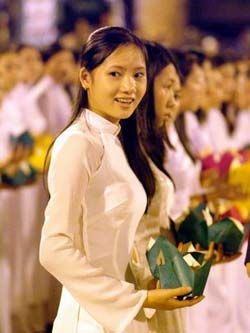
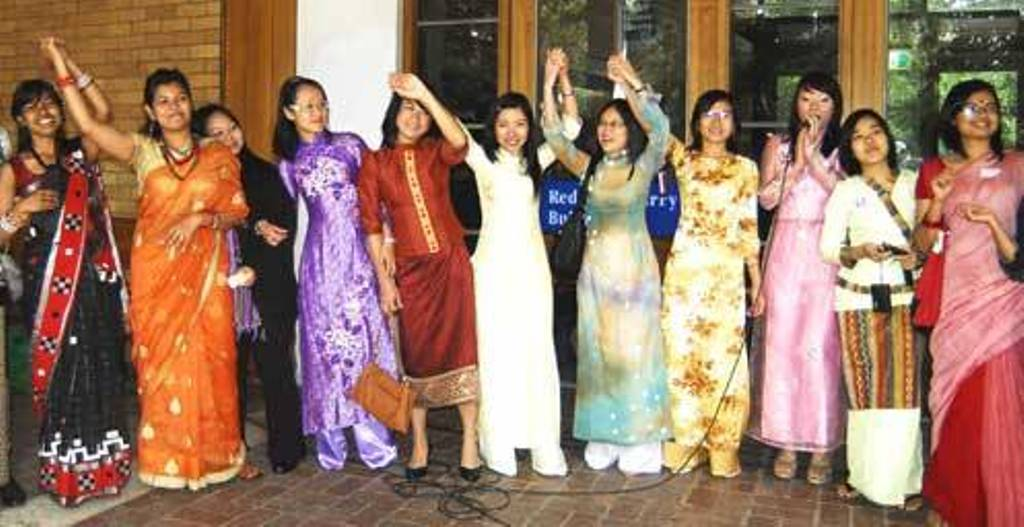
Аозай среди других национальных платьев
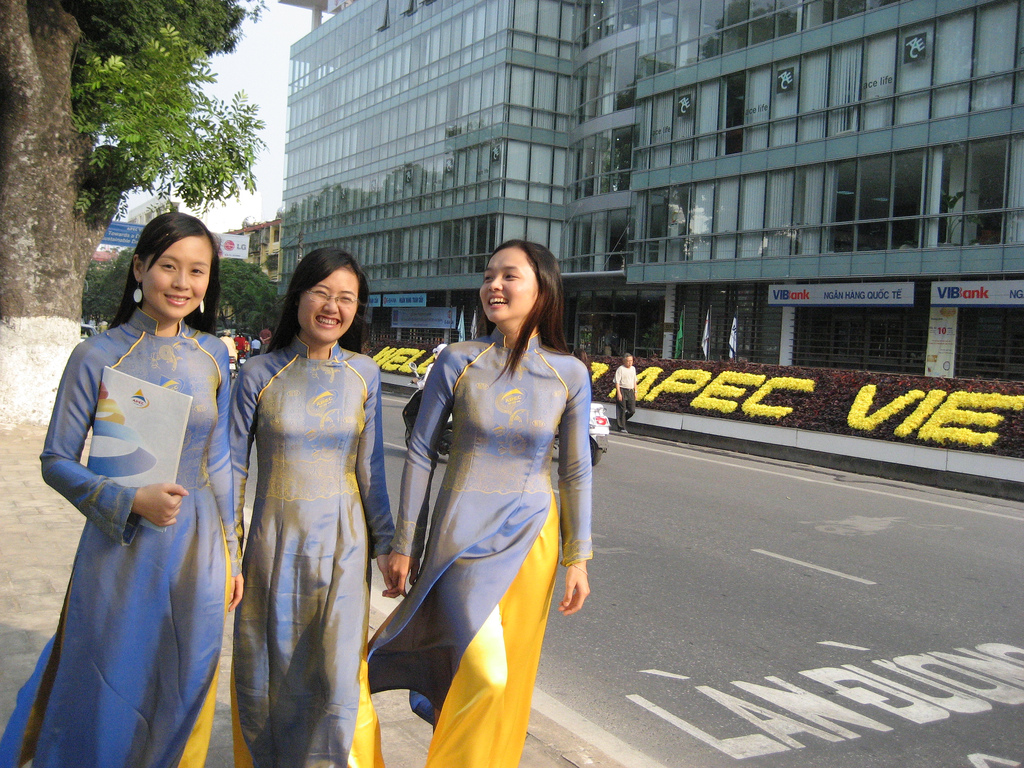
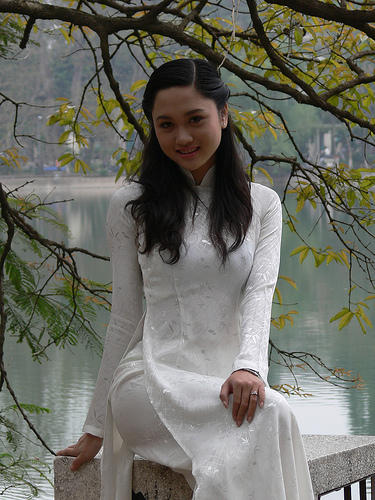
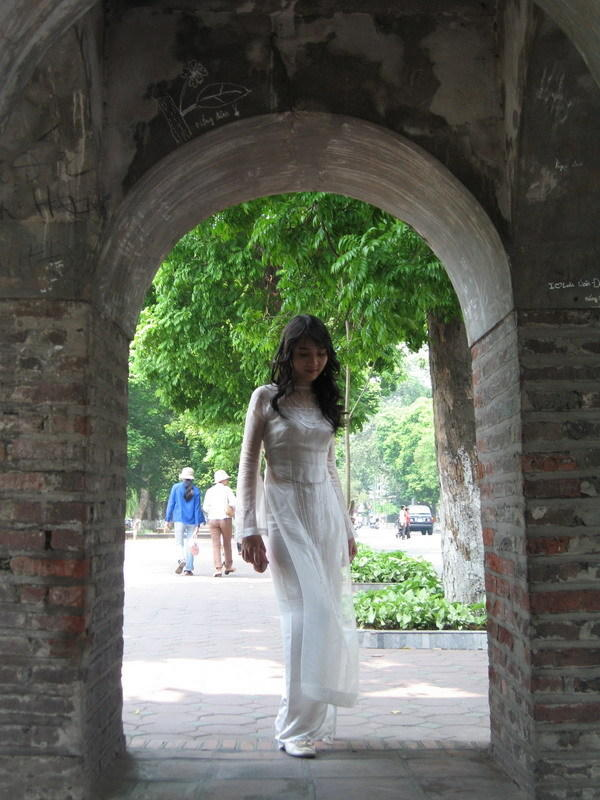
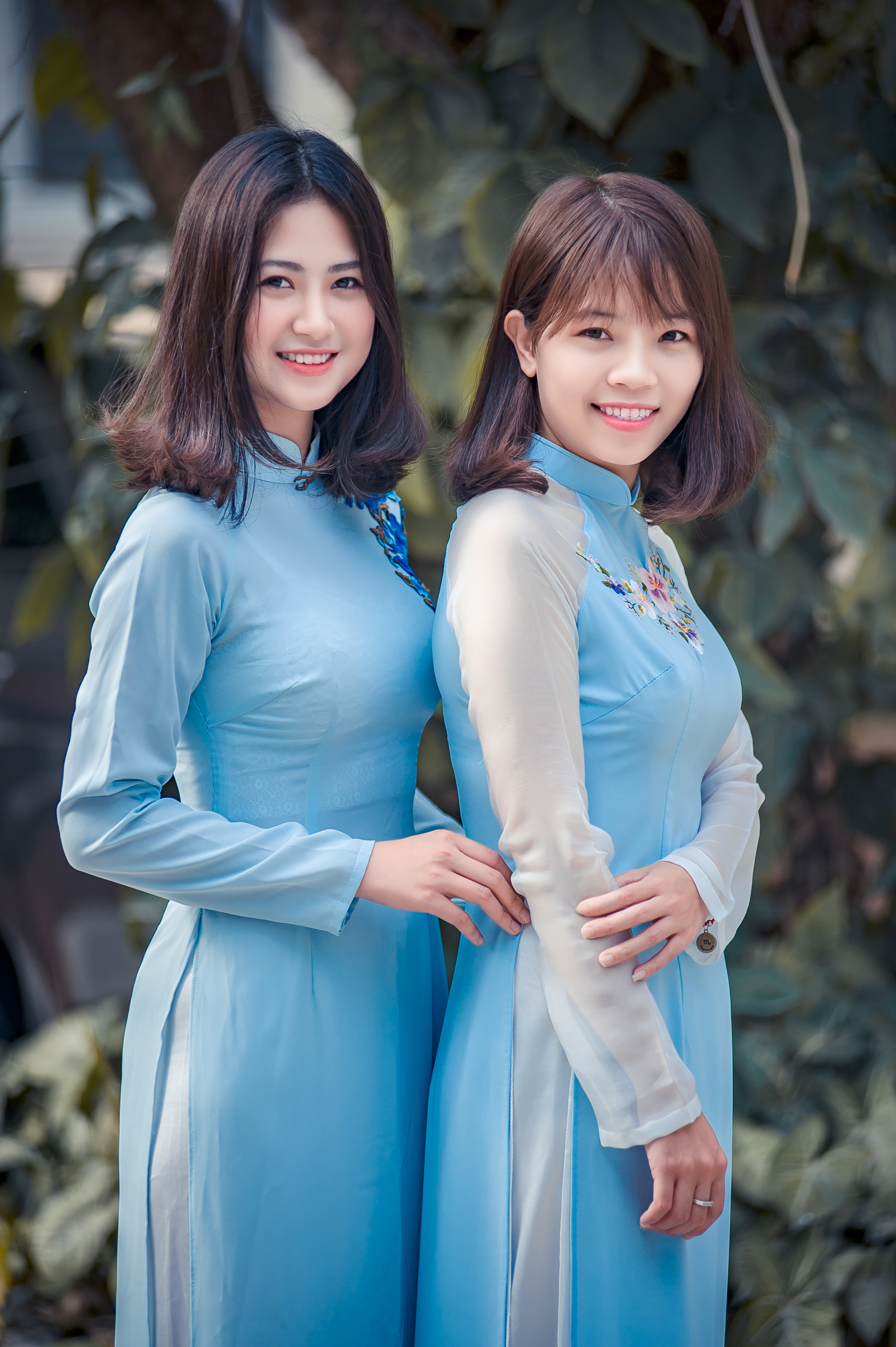